# 여원 (1971년 창간 잡지)
《여원》(女苑)은 1971년 12월에 창간되어 1995년 4월에 종간된 대한민국의 월간 여성 잡지이다.

## 역사
1971년 12월에 서울에서 《신여원》(新女苑)이라는 제호로 창간했으며 여원사(女苑社)에서 발행을 맡았다. 1974년 7월에는 제호를 《여원》(女苑)으로 바꿨다. 여러 차례의 발행인 교체와 판형 변화가 진행되었고 나중에 B5판 형식을 띠게 된다. 《여원》은 1978년 9월호부터 여성들의 취미·교양·생활·문화를 중심으로 한 백과사전 형식의 내용을 띠었고 1981년부터는 김재원(金在元)이 발행을 맡았다.
《여원》은 《주부생활》, 《여성중앙》, 《여성동아》와 함께 1980년대 대한민국의 4대 여성 잡지로 여겨졌으며 20대 후반부터 30대 초반에 이르는 여성들을 중심으로 많은 독자들을 확보했다. 하지만 여원사는 1990년대에 들어서면서 판매 부진과 무리한 부동산 투자로 인해 막대한 빚을 지게 되었고 1992년 12월 21일에는 서울신탁은행, 동화은행에 돌아온 1억 5,000만원에 달하는 당좌수표를 결제하지 못하면서 부도를 맞게 된다. 결국 《여원》은 1995년 4월을 끝으로 종간되고 만다.

## 사건 및 논란
《여원》은 1984년 4월호에 게재된 박정희 전 대통령의 딸인 박근혜 새마음봉사단 총재와의 독점 인터뷰 기사가 조작된 사실이 확인되어 박근혜 총재로부터 항의를 받았다. 박근혜 총재는 "1979년에 일어난 10·26 사건(박정희 암살 사건) 이후에 열린 자신과의 인터뷰는 1980년 초반에 있었던 일본의 월간 잡지 《분게이슌주》와 가진 인터뷰, 일본의 한 텔레비전 방송사와 가진 인터뷰 뿐이며 그 이후로는 어떠한 인터뷰를 갖지 않았다. 《여원》은 《분게이슌주》에 게재된 인터뷰 기사 가운데 대부분을 가져와서 자신이 《여원》과의 인터뷰를 가진 것처럼 조작된 기사를 게재했다."고 밝혔다.
《여원》의 발행인을 역임했던 김재원은 여원사에서 발행한 월간 잡지였던 《신부》 1988년 7월호에 "가수 조하문-탤런트 박순애 열애설 진상"이라는 제목의 기사를 소개했다. 이 과정에서 가수 조하문과 탤런트 박순애 사이에 마치 불미스러운 관계라도 있는 것처럼 '아니 땐 굴뚝에 연기 안 난다'는 소제목까지 붙여 기사를 게재했다. 이에 가수 조하문이 자신의 명예를 크게 훼손시켰다며 여원사 김재원 대표 등을 상대로 위자료 5,000만원 및 사과 광고 게재를 요구하는 소송을 서울지방법원 동부지원에 제출했다. 서울지방법원 동부지원은 월간 잡지 《신부》의 발행사인 여원사는 "조하문에게 손해배상금 500만 원을 지급하고 일간지에 사과 광고를 게재하라."는 판결을 내렸다.